# 고속도로 분기점

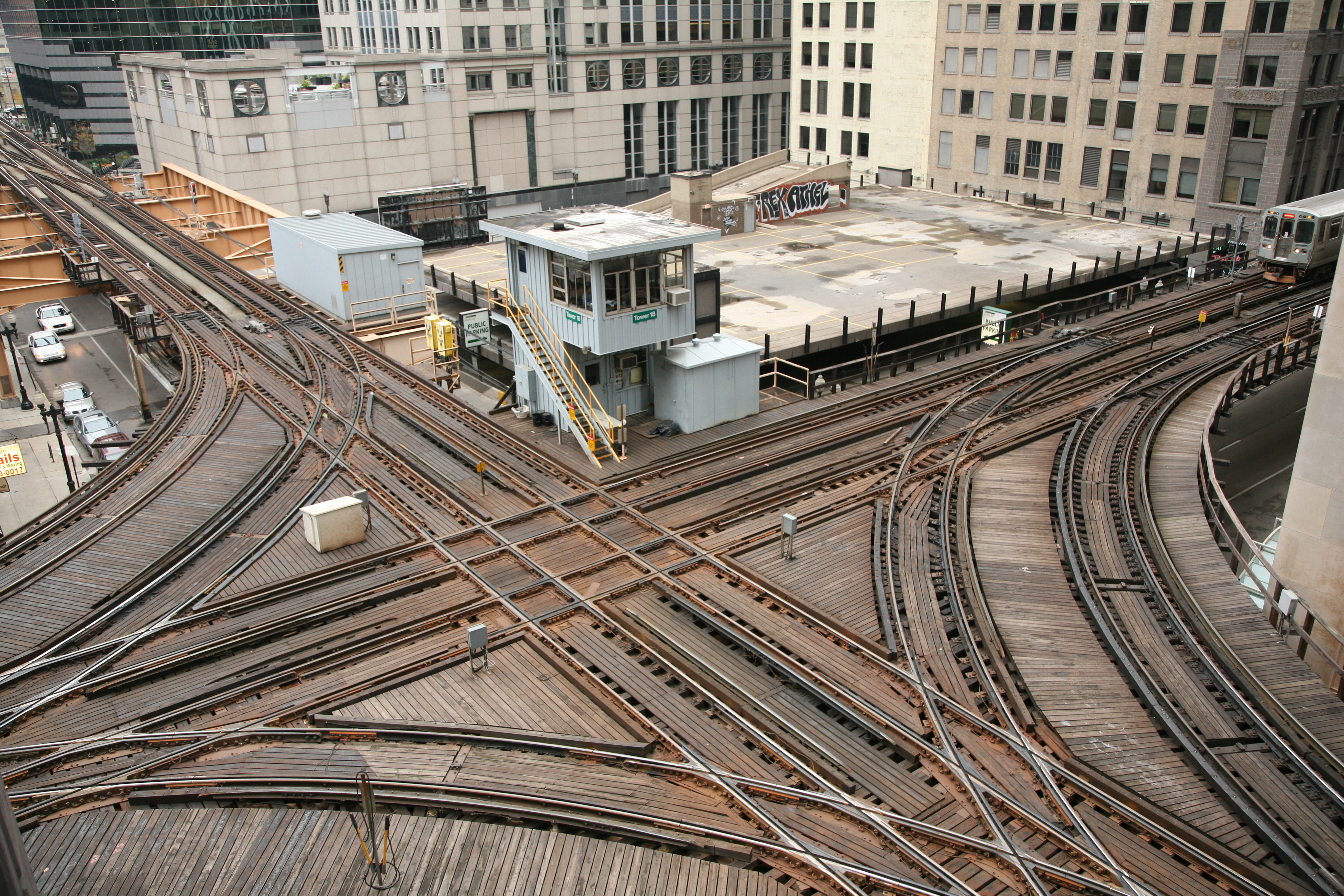
시카고의 고속도로 분기점

고속도로 분기점(高速道路 分岐點, junction, JC 또는 JCT)은 고속도로들을 서로 연결하는 도로 시설물이다. 국어 순화의 일환으로 분기점을 갈림목 혹은 이음목으로 부르려는 시도가 있다. 이 외에도 갈래목, 갈리목 등의 제안이 있다.
고속화도로는 주행 속도가 보통 80 km/h 이상으로 매우 빠르기 때문에 차량이 중간에 정차하는 것이 어렵고, 교통 소통에 지장을 주기 쉽다. 이러한 이유로, 고속화도로끼리 만나는 경우에는 입체 교차로 형식을 띠는 분기점을 설치하는 것이 일반적이다.
일반 도로들을 서로 연결하는 경우는 교차로 혹은 갈라지는 길의 개수에 따라 삼거리, 네거리, 오거리 등으로 칭하고, 고속도로와 일반도로를 연결하는 경우는 나들목이라 칭한다.

## 같이 보기
- 고속도로
- 고속도로 나들목(IC, Interchange)
- 고속도로 요금소(TG, Tollgate)
- 고속도로 휴게소(SA, Service Area)